# Cáncer medular tiroideo
El cáncer medular tiroideo es un tipo de cáncer tiroideo que nace de las células parafoliculares o células C productoras de la hormona calcitonina. Se caracterizó por primera vez en 1959 y comprende entre el 3% a 4% de todos los cánceres tiroideos.

## Clasificación
Aproximadamente un 25% de los casos de cáncer medular de la tiroides (MTC, por sus siglas en inglés) ocurre en familias y recibe el nombre de MTC familiar. Cuando coexiste con tumores de la glándula paratiroides y con componentes medulares de las glándulas suprarrenales reciben el nombre de neoplasia endocrina múltiple tipo 2 o MEN2, por sus siglas en inglés.

## Marcadores
Aunque el aumento de la concentración de calcitonina en sangre no es dañino, es un marcador útil para la detección del componente genético del trastorno tiroideo.
Un segundo marcador es conocido como antígeno carcinoembriogénico (CEA), producido por el carcinoma medular de tiroides y liberado a la sangre, por lo que es útil como marcador tumoral. En general las mediciones de CEA sanguíneo son menos sensibles que la calcitonina sérica en la detección de un posible tumor tiroideo medular. Sin embargo, por razón de que sus concentraciones varían tan poco de un minuto a otro del día, tiene utilidad como indicador de la masa tumoral.

## Genética
Las mutaciones en el ADN relacionados al protooncogén RET, localizado en el cromosoma 10, conllevan a expresiones de una enzima mutada de las tirosincinasas que lleva el nombre del gen, es decir, RET. La enzima está vinculada con la regulación del crecimiento y diferenciación celular, de modo que su mutación es responsable de casi todos los casos de carcinoma medular familiar o hereditario de la glándula tiroides. Como genética, es una mutación heredada de modo autosómico dominante, queriendo decir que cada hijo de una madre o padre afectado tiene una probabilidad del 50% de que vaya a heredar el protooncogen mutado.
El análisis de ADN hace posible que se pueda identificar a los hijos que tengan el gen mutado, de modo que la extirpación quirúrgica de la glándula en niños que tengan el gen mutado es una medida curativa si se extrae toda la tiroides, antes que el cáncer tenga la oportunidad de aparecer o, peor aún, esparcirse. Los tumores de la glándula paratiroides y los feocromocitomas son extraídos tan pronto se muestren síntomas clínicos, debido a que los carcinomas endocrinos múltiples (MEN2) causan el 25% de los carcinomas medulares de la tiroides.
Un 75% de los carcinomas medulares tiroideos ocurren en individuos sin una historia familiar identificable de la enfermedad, por lo que reciben el nombre de esporádicos. Aquellos individuos de desarrollan un cáncer medular tiroideo esporádico tiende a ser personas de mayor edad y tienen por lo general, una mayor extensión de la enfermedad para el tiempo de la presentación inicial que aquellos con una asociación familiar. Aproximadamente un 25% de los carcinomas medulares de tiroides esporádicos tienen una mutación somática, es decir, una mutación del protooncogen RET que ocurre dentro de una sola célula parafolicular. Se presume que esta mutación es el evento inicial en el desarrollo de la neoplasia, aunque puede que haya otras causas aún no identificadas.

## Cuadro clínico
El síntoma clínico más frecuentemente asociado a un carcinoma medular de tiroides es la diarrea, ocasionalmente acompañado de episodios de enrojecimiento o sonrojamiento en la cara. Ambos se presentan en especial si hay compromiso metastásico hepático, presentándose a menudo, como el motivo de consulta a un profesional de salud. Se presume que los síntomas son debido a una producción excesiva de calcitonina y, por lo general, difiere de la diarrea y enrojecimiento que acompañan a un síndrome carcinoideo.

## Tratamiento
Las operaciones quirúrgicas pueden ser efectivos si se detecta el tumor tempranamente, aunque existen riesgos de recurrencia. A diferencia de otros carcinomas de tiroides, en especial los de células diferenciadas (que se parecen al tejido tiroideo), no hay terapias con yodo radiactivo que tengan valor en el tratamiento del cáncer medular y la quimioterapia no es muy efectiva para este tipo de cáncer. En pacientes con alto riesgo de recurrencia, se sugiere la consideración de añadir radioterapia, incluso en casos de una cirugía óptima. La nueva opción en estudio implica tratamiento con inhibidores de la tirosincinasa.

## Pronóstico
La esperanza de supervivencia es más baja en un carcinoma medular que los carcinomas foliculares y papilares de tiroides cuando se ha esparcido fuera de la glándula. El valor del pronóstico se obtiene calculando las concentraciones de calcitonina y el antígeno carcinoembriónico (CEA) en sangre y comparándolos con los valores pre-quirúrgicos. La gran mayoría de los pacientes salen de las operaciones de tiroides con valores elevados de calcitonina y CEA, de modo que se ha descubierto que no es el valor absoluto en sangre, sino la velocidad en que esas concentraciones se duplican después de la operación quirúrgica.
En un estudio midiendo el tiempo de duplicado del valor de calcitonina (CDT), los resultados pronósticos de supervivencia fueron:
CDT < 6 meses:  mal pronóstico, 25% sobrevivieron 5 años. Todos fallecieron entre 6 meses y 13 años.
CDT entre 6 meses y 2 años:  > 90% sobrevivieron más de 5 años.
CDT > 2 años: 100% de sobrevida al cabo de 5 años, la mayoría de los pacientes tuvieron valores de calcitonina que disminuían con el tiempo. 